# Швидкий, Денис Александрович
Дени́с Алекса́ндрович Швидкий (21 ноября 1980, Харьков, СССР) — российско-украинский хоккеист, левый нападающий.

## Биография
Карьера началась в Харькове, затем продолжилась в СДЮШОР «Торпедо» («Локомотив») Ярославль.

### Клубная карьера
1996—1998 «Торпедо» Ярославль, 1998—2000 Северная Америка ОХЛ, 2000—2004 Флорида Пантерз, 2004—2005 Локомотив Ярославль, 2005—2006 Сибирь Новосибирск, 2006—2007 Амур Хабаровск, с 2007 по 2009 играл в составе СКА, 2009—2010 Югра (Ханты-Мансийск), в 2010 году перешёл в немецкий Крефельд Пингвин и в 2011 году после окончания сезона продлил с ним контракт.

## Достижения
Чемпион мира (1999) и двукратный бронзовый призёр молодёжных чемпионатов мира (1999 и 2000).
Бронзовый призёр чемпионата России (2005).
Бронзовый призёр юниорского чемпионата Европы (2000).